# Enrique Belloc
Enrique José María Belloc (Buenos Aires, 28 de enero de 1936 - 4 de julio de 2020) fue un compositor de música electroacústica argentino. Director de orquesta con destacado desempeño en Argentina y Alemania (donde estudió la especialidad en su juventud), se dedicó luego de lleno a la composición, la investigación, la ingeniería de sonido y la docencia —espacio de profundización en el conocimiento, creación e intercambio que siempre le resultó de vital importancia—. 

## Biografía
Investigador autodidacta de diversos estilos musicales y coleccionista de discos desde la infancia, comenzó sus estudios de piano con Orestes Castruonovo. Posteriormente, se graduó en Musicología y cursó estudios de Filosofía en la Facultad de Filosofía y Letras de la Universidad de Buenos Aires. En la década de 1960 obtuvo dos becas de formación en el extranjero: la que le otorgó la Ford Foundation para estudiar composición con Hana Joachim Koellreuter y Gilbert Amy, y la beca del gobierno de Francia para estudiar composición electroacústica con los compositores Pierre Schaeffer y François Bayle. Durante su estadía en Alemania, participó en un seminario de Dirección orquestal a cargo de Lorin Maazel e integró el grupo de estudiantes oyentes de los ensayos de la Orquesta Filarmónica de Berlín bajo la conducción del Maestro Herbert von Karajan.  
A lo largo de su trayectoria, tuvo a su cargo las cátedras de Composición, Morfología y Análisis Musical en varios conservatorios y universidades del país (entre otros, el Conservatorio Superior de Música Juan José Castro, Universidad Maimónides, Universidad de Rosario, Universidad de Quilmes, Universidad de Tres de Febrero y, de manera constante durante décadas, el Conservatorio Superior de Música Manuel de Falla). 
También dictó seminarios, talleres y cursos de especialización en Argentina, Brasil y Francia. A mediados de la década de 1960, mediante una beca del gobierno francés, se instaló en París, donde fue alumno del "padre de la música concreta", Pierre Schaeffer, bajo cuya orientación se inició en su obra más personal y por la que se lo reconoce internacionalmente, e integró el GRM (Groupe de Recherches Musicales). Con su regreso al país, en 1968, fue pionero en la música electroacústica, la música concreta, el uso de los medios electrónicos, la difusión de las diversas vertientes de la entonces llamada música contemporánea, y la composición e interpretación musical "en tiempo real". 
Su obra compositiva lo define como autor de un sonido y un estilo propio, que excede los parámetros de las diversas escuelas electroacústicas. También fue maestro de instrumentistas, compositor de bandas de sonido de films experimentales, director de investigaciones musicales y, amante del jazz, intérprete de saxo tenor y pianista. Obtuvo el Premio Municipal de Música en 1994.

## Trabajos

### Como director
Fundó y dirigió de 1968 a 1972 el "Cuarteto Contemporáneo", dedicado principalmente a la difusión de la música de vanguardia. También fue director titular de la Banda Sinfónica Municipal de Buenos Aires, además de dirigir en diversas oportunidades la Orquesta Sinfónica Nacional Argentina, la Orquesta Filarmónica de Buenos Aires y la Sinfónica de la Universidad de Tucumán.

### Como docente
Entre finales de la década de 1960 y hasta mediados de 1970 fue director general de educación de la Municipalidad de Buenos Aires, cargo desde el cual creó y amplió las currículas de varias escuelas de arte públicas y gratuitas para niños y adolescentes, entre ellas el Instituto Vocacional de Arte.  , aparte de su cátedra en el Conservatorio Superior de Música Manuel de Falla, de la misma ciudad.

### Como compositor
A partir de 1960 trabajó siguiendo las tendencias de la música contemporánea. Después de pasar brevemente por el atonalismo y el serialismo, acabó abrazando la música electroacústica desde 1964 hasta la fecha de su muerte, estrenando numerosas obras en distintas ciudades y capitales del mundo.